# 4702 Berounka
4702 Berounka (1987 HW) là một tiểu hành tinh vành đai chính được phát hiện ngày 23 tháng 4 năm 1987 bởi A. Mrkos ở Klet.